# ORP Ślązak (1950)
L'ORP Ślązak est un petit sous-marin de la classe Malioutka (série XV-bis) construit en URSS et utilisé dans la flotte de la mer Baltique de 1948 à 1954, puis transféré à la Pologne en novembre 1954. Par la suite, il a été désigné successivement M-103, P-103 et 304. Au début des années 1960, il a été rayé de la marine et coulé près de Jastarnia, à une profondeur de 31 mètres.

## Commandants
- Lieutenant Mar. Wacław Dwornikowski : 11/11/1954 au 26/10/1956
- Capitaine mar. Stanisław Nejman : 26/10/1956 au 17/12/1959
- Capitaine mar. Ryszard Płużyczka : 24/09/1959 au 13/11/1961
- Capitaine mar Lucjan Matysiak : 14/11/1961 au 14/07/1963
- Capitaine mar. Józef Wołczyński : 16/07/1963 au 04/09/1965[1]